# Copa Libertadores Femenina 2017
Die Copa Libertadores Femenina 2017 war die neunte Austragung des einzigen internationalen Frauenfußballwettbewerbes für Vereinsmannschaften des südamerikanischen Kontinentalverbandes CONMEBOL. Der Wettbewerb wurde in einem zweiwöchigen Turniermodus erstmals in Paraguay zwischen dem 7. und 21. Oktober 2017 ausgetragen. Sämtliche Partien des Turnieres wurden – anders als bei der Herren-Ausgabe – ohne Rückspiele ausgetragen.

## Teilnehmende Mannschaften
| Land        | Verein                    | Qualifikationsgrund                                                         |
| ----------- | ------------------------- | --------------------------------------------------------------------------- |
| Argentinien | River Plate               | Meister der Primera División de Fútbol Femenino 2017                        |
| Bolivien    | Deportivo ITA             | Meister des Campeonato Boliviano de Futebol Feminino 2017                   |
| Brasilien   | GO Audax                  | Sieger der Copa do Brasil Feminino 2016                                     |
| Chile       | CSD Colo-Colo             | Meister der Primera División de Fútbol Femenino 2016                        |
| Kolumbien   | Independiente Santa Fe    | Meister der Liga Profesional Femenina 2017                                  |
| Ecuador     | Unión Española            | Meister des Campeonato Ecuatoriano de Fútbol Femenino 2016                  |
| Paraguay    | Sportivo Limpeño          | Meister des Campeonato Paraguayo de Fútbol Femenino 2016 & Titelverteidiger |
| Paraguay    | Cerro Porteño             | Vizemeister des Campeonato Paraguayo de Fútbol Femenino 2016                |
| Paraguay    | Deportivo Capiatá         | Gewinner der Pre-Libertadores Qualifikation 2017                            |
| Peru        | Universitario             | Meister des Campeonato Peruano de Fútbol Femenino 2017                      |
| Uruguay     | Colón FC                  | Meister des Campeonato Uruguayo de Fútbol Femenino 2016                     |
| Venezuela   | Estudiantes de Guárico FC | Meister des Campeonato Venezolano de Fútbol Femenino 2017                   |

## Spielstätten
|                     |                             | Estadio Arsenio Erico | Estadio General Adrián Jara |
| Asunción            | Asunción                    | Asunción              | Luque                       |
| Estadio La Arboleda | Estadio Luis Alfonso Giagni | Estadio Arsenio Erico | Estadio General Adrián Jara |
| Kapazität: 7.500    | Kapazität: 10.000           | Kapazität: 7.000      | Kapazität: 3.000            |

## Turnierverlauf

### Vorrunde
Die Auslosung der Gruppen und die Bekanntgabe des Terminplans erfolgten am 18. September 2018 in Asunción.

#### Gruppe A
| Pl. | Verein                    | Sp. | S | U | N | Tore    | Diff. | Punkte |
| --- | ------------------------- | --- | - | - | - | ------- | ----- | ------ |
| 1.  | River Plate               | 3   | 2 | 1 | 0 | 004:200 | +2    | 07     |
| 2.  | Unión Española            | 3   | 1 | 2 | 0 | 005:300 | +2    | 05     |
| 3.  | Estudiantes de Guárico FC | 3   | 1 | 1 | 1 | 003:200 | +1    | 04     |
| 4.  | Deportivo Capiata         | 3   | 0 | 0 | 3 | 002:700 | −5    | 0      |

Die Spiele der Gruppe A wurden in Asunción ausgetragen.
| 7. Oktober 2017           |       |                           |
| River Plate               | 1 : 1 | Union Española            |
| Deportivo Capiará         | 0 : 2 | Estudiantes de Guárico FC |
| 12. Oktober 2017          |       |                           |
| Estudiantes de Guárico FC | 1 : 1 | Union Española            |
| Deportivo Capiatá         | 1 : 2 | River Plate               |
| 15. Oktober 2017          |       |                           |
| Estudiantes de Guárico FC | 0 : 1 | River Plate               |
| Union Española            | 3 : 1 | Deportivo Capiatá         |

#### Gruppe B
| Pl. | Verein        | Sp. | S | U | N | Tore    | Diff. | Punkte |
| --- | ------------- | --- | - | - | - | ------- | ----- | ------ |
| 1.  | CSD Colo-Colo | 3   | 2 | 1 | 0 | 012:500 | +7    | 07     |
| 2.  | Cerro Porteño | 3   | 2 | 1 | 0 | 007:300 | +4    | 07     |
| 3.  | Universitario | 3   | 1 | 0 | 2 | 002:800 | −6    | 03     |
| 4.  | Colón FC      | 3   | 0 | 0 | 3 | 003:800 | −5    | 0      |

Die Spiele der Gruppe B wurden in Asunción und Luque ausgetragen.
| 8. Oktober 2017        |       |               |
| CSD Colo-Colo          | 5 : 1 | Universitario |
| Cerro Porteño          | 2 : 1 | Colón FC      |
| 13. & 15. Oktober 2017 |       |               |
| Colón FC               | 0 : 1 | Universitario |
| Cerro Porteño          | 2 : 2 | CSD Colo-Colo |
| 16. Oktober 2017       |       |               |
| Colón FC               | 2 : 5 | CSD Colo-Colo |
| Universitario          | 0 : 3 | Cerro Porteño |

#### Gruppe C
| Pl. | Verein                 | Sp. | S | U | N | Tore    | Diff. | Punkte |
| --- | ---------------------- | --- | - | - | - | ------- | ----- | ------ |
| 1.  | GO Audax               | 3   | 3 | 0 | 0 | 010:200 | +8    | 09     |
| 2.  | Independiente Santa Fe | 3   | 1 | 1 | 1 | 012:600 | +6    | 04     |
| 3.  | Sportivo Limpeño       | 3   | 1 | 1 | 1 | 008:500 | +3    | 04     |
| 4.  | Deportivo ITA          | 3   | 0 | 0 | 3 | 004:210 | −17   | 0      |

Die Spiele der Gruppe C wurden in Asunción ausgetragen.
| 12. Oktober 2017       |       |                        |
| Independiente Santa Fe | 9 : 2 | Deportivo ITA          |
| Sportivo Limpeño       | 0 : 2 | GO Audax               |
| 14. Oktober 2017       |       |                        |
| GO Audax               | 6 : 1 | Deportivo ITA          |
| Sportivo Limpeño       | 2 : 2 | Independiente Santa Fe |
| 17. Oktober 2017       |       |                        |
| GO Audax               | 2 : 1 | Independiente Santa Fe |
| Deportivo ITA          | 1 : 6 | Sportivo Limpeño       |

### Finalrunde

#### Halbfinale
| Datum            |             | Ergebnis |               | Ort                         |
| ---------------- | ----------- | -------- | ------------- | --------------------------- |
| 19. Oktober 2017 | River Plate | 0:2      | CSD Colo-Colo | Estadio Luis Alfonso Giagni |
| 19. Oktober 2017 | GO Audax    | 3:0      | Cerro Porteño | Estadio Luis Alfonso Giagni |

#### Spiel um Platz 3
| Datum            |             | Ergebnis |               | Ort                   |
| ---------------- | ----------- | -------- | ------------- | --------------------- |
| 21. Oktober 2017 | River Plate | 2:1      | Cerro Porteño | Estadio Arsenio Erico |

#### Finale
| CSD Colo-Colo                                        | CSD Colo-Colo | GO Audax | GO Audax |
| ---------------------------------------------------- | --- | --- | -------- |
| CSD Colo-Colo                                        | \| 21. Oktober 2017 in Asunción (Estadio Arsenio Erico) \| \| Ergebnis: 0:0, 4:5 i. E. \| \| Schiedsrichter: Eryelitz Escalona ( Venezuela) \| | \| 21. Oktober 2017 in Asunción (Estadio Arsenio Erico) \| \| Ergebnis: 0:0, 4:5 i. E. \| \| Schiedsrichter: Eryelitz Escalona ( Venezuela) \| | GO Audax |
| CSD Colo-Colo                                        | Cheftrainer: Carlos Veliz ( Chile) | Cheftrainer: Arthur Elias ( Brasilien) | GO Audax |
| CSD Colo-Colo                                        | Elfmeterschießen | | GO Audax |
| CSD Colo-Colo                                        | 1:0 Gloria Villamayor 2:0 Karen Araya 3:1 Nathalie Quezada 3:2 Claudia Soto 4:3 Carla Guerrero 4:4 Camila Sáez 4:4 Rocío Soto                  | 1:0 Cacau 2:1 Daiane Rodrigues 3:2 Kerolin Israel 3:3 Pardal 4:4 Byanca Brasil 4:4 Yasmim Assis 4:5 Ana Vitória                                | GO Audax |
| 21. Oktober 2017 in Asunción (Estadio Arsenio Erico) | | |          |
| Ergebnis: 0:0, 4:5 i. E.                             | | |          |
| Schiedsrichter: Eryelitz Escalona ( Venezuela)       | | |          |

## Siegermannschaft
| GO Audax | |
| GO Audax | - Tor: Tainá; Letícia - Abwehr: Leidiane; Pardal; Tamires Santos; Yasmim Assis; Agustina Barroso; Antônia Ronnycleide; Paulinha - Mittelfeld: Monique Peçanha; Grazielle ; Ana Vitória; Rosana; Amanda Brunner; Patrícia Paduim; Daiane Rodrigues - Sturm: Byanca Brasil; Raquel Fernandes; Cacau; Kerolin Israel - Trainer: Arthur Elias |

## Statistik

### Beste Torschützinnen
| Rang | Spielerin             | Klub                   | Tore |
| ---- | --------------------- | ---------------------- | ---- |
| 1    | Oriana Altuve         | Independiente Santa Fe | 4    |
|      | Catalina Usme         | Independiente Santa Fe | 4    |
|      | Carolina Birizamberri | River Plate            | 4    |
|      | Amanda Brunner        | GO Audax               | 4    |
|      | Gloria Villamayor     | CSD Colo-Colo          | 4    |
|      | Maitte Zamorano       | Deportivo ITA          | 4    |
| 7    | Madeleine Riera       | Unión Española         | 3    |
|      | Amanda Peralta        | Cerro Porteño          | 3    |
|      | Geraldine Leyton      | CSD Colo-Colo          | 3    |